# USS Reno (CL-96)
Pour les autres navires du même nom, voir USS Reno.
L’USS Reno (CL-96) est un croiseur léger de classe Atlanta. Nommé d'après le militaire Walter E. Reno (en), il est mis en service en 1943.
Il participe à la Seconde Guerre mondiale.
Il est retiré du service le 4 novembre 1946 et envoyé à la ferraille le 1er mars 1959.